# 5922 Shouichi
5922 Shouichi (1992 UV) là một tiểu hành tinh vành đai chính được phát hiện ngày 21 tháng 10 năm 1992 bởi S. Otomo ở Kiyosato.